# Pokój paryski (1947)

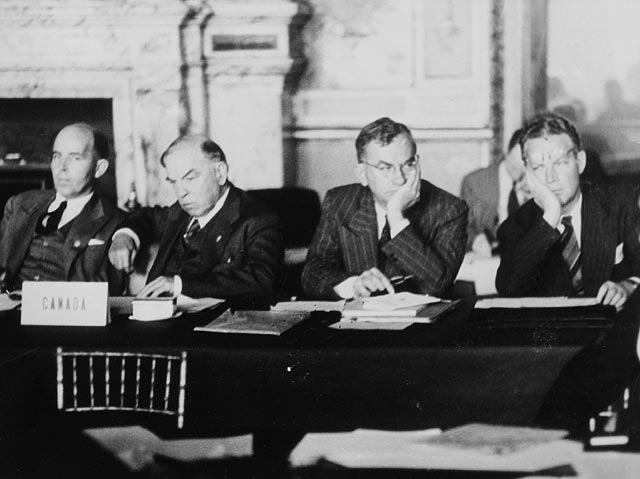
Delegacja Kanady podczas obrad konferencji pokojowej w Paryżu 1946.

Pokój paryski – podpisany 10 lutego 1947 roku układ pokojowy pomiędzy byłymi sojusznikami III Rzeszy: Rumunią, Węgrami, Austrią, Finlandią, Bułgarią i Włochami a aliantami. Dotyczył on też innych członków koalicji hitlerowskiej i antyhitlerowskiej. Traktaty zostały przygotowane przez Radę Ministrów Spraw Zagranicznych i konferencję 21 państw.
Wszystkie układy spisano w języku angielskim i rosyjskim, zaś układ z Włochami także we francuskim.
Depozytariuszem układu z Włochami został rząd Francji, pozostałych ZSRR.
Do nabrania siły wymagana była ratyfikacja przez dane państwo oraz przez USA, Wielką Brytanię i ZSRR, układu z Włochami także przez Francję.

## Postanowienia wobec państw

### Rumunia
- Besarabię i północną Bukowinę przekazano ZSRR,
- Południową Dobrudżę przyznano Bułgarii, potwierdzając układ w Krajowej z 1940 r.
- Rumunia odzyskała od Węgier północny Siedmiogród, utracony w sierpniu 1940 po drugim arbitrażu wiedeńskim
- pozwolono Armii Radzieckiej na stacjonowanie w tym kraju,
- ogłoszono konieczność zapłacenia reparacji wojennych na rzecz ZSRR w wysokości 300 milionów dolarów, według ich wartości z roku 1938.

### Węgry
- Północny Siedmiogród zwrócono Rumunii,
- Wojwodinę oddano Jugosławii,
- granica z Czechosłowacją wróciła do stanu z roku 1937,
- dodatkowo przekazano Czechosłowacji 3 wioski na tzw. przyczółku Bratysławskim: Rusovce, Jarovce i Čunovo (Oroszvár, Horvátjárfalu i Dunacsún)
- Ruś Zakarpacka została przekazana ZSRR,
- ogłoszono konieczność zapłacenia reparacji wojennych w dolarach, według ich wartości z roku 1938:
  - na rzecz ZSRR w wysokości 200 milionów dolarów,
  - na rzecz Czechosłowacji i Jugosławii w wysokości 100 milionów dolarów,
- pozwolono Armii Radzieckiej na stacjonowanie w tym kraju.

### Austria
- Przywrócono granice z 1937 roku,
- Kraj Sudetów (niem. Sudetenland) oddano Czechosłowacji,
- Słowenię oddano Jugosławii,
- kraj i jego stolica zostały podzielone na cztery strefy okupacyjne[2],
- zapowiedziano wolne wybory parlamentarne,
- zdelegalizowano partie odwołujące się do idei NSDAP.

### Finlandia
- Port Petsamo i południowo-wschodnią Karelię oddano ZSRR,
- dzierżawa przez ZSRR bazy wojskowej Porkkala na 50 lat, w praktyce do 1956 roku,
- potwierdzono demilitaryzację Wysp Alandzkich,
- ogłoszono konieczność zapłacenia reparacji wojennych na rzecz ZSRR w wysokości 300 milionów dolarów, według ich wartości z roku 1938 (w 1948 roku ich wysokość ZSRR obniżył do 226,5 mln dolarów)[3]. Wyłącznie Finlandia wywiązała się z całości zobowiązań.
- zabroniono posiadania w składzie floty pancerników, okrętów podwodnych i kutrów torpedowych[4].

### Bułgaria
- Południowa Dobrudża, przejęta od Rumunii w 1940 r., pozostała w granicach Bułgarii,
- Macedonię przyłączono do Jugosławii,
- północne wybrzeże Morza Egejskiego zwrócono Grecji,
- pozwolono Armii Radzieckiej na stacjonowanie w tym kraju,
- obciążono koniecznością wypłaty reparacji wojennych w dolarach, według ich wartości z roku 1938:
  - na rzecz Grecji w wysokości 45 milionów dolarów,
  - na rzecz Jugosławii w wysokości 25 milionów dolarów.

### Włochy
- Libię podzielono na dwie części − Fazzan był administrowany przez Francję, a Trypolitania i Cyrenajka przez Anglię,
- wschodnia Somalia została przekazana pod zarząd Wielkiej Brytanii,
- uznano niepodległość Etiopii oraz Albanii,
- Erytrea została przekazana pod zarząd Wielkiej Brytanii (Na okres lat 1952–1993 stała się częścią Etiopii),
- Rodos i inne wyspy greckie przekazano Grecji,
- Istrię, zachodnią Słowenię i Kosowo z Czarnogórą zwrócono Jugosławii,
- naniesiono niewielkie korekty graniczne na granicy alpejskiej, na korzyść Francji (m.in. Mont Chaberton),
- ogłoszono konieczność zapłacenia reparacji wojennych w dolarach, według ich wartości z roku 1938:
  - na rzecz Jugosławii w wysokości 125 milionów dolarów,
  - na rzecz Grecji w wysokości 105 milionów dolarów,
  - na rzecz ZSRR w wysokości 100 milionów dolarów,
  - na rzecz Etiopii w wysokości 25 milionów dolarów,
  - na rzecz Albanii w wysokości 5 milionów dolarów.

Polska jest stroną traktatu z Włochami.